# Zadok (Tannait)
Rabbi Zadok (hebräisch צדוק Tsadoq, deutsch ‚Gerechter‘; geboren 30 v. Chr.; gestorben nach 70 n. Chr.) war ein jüdischer Gelehrter des Altertums und gehörte zu den älteren Tannaiten der 1. Generation. Sein Sohn war Rabbi Eleazar Bar Zadok.

## Leben und Wirken
Zadok war priesterlicher Abstammung und gehörte zur schammaitischen Schule. Er wurde sehr alt und lebte noch zur Zeit der Tempelzerstörung; von ihm wird erzählt, dass er 40 Jahre lang vor diesem nationalen Unglück Tag für Tag gefastet habe, um dadurch die Zerstörung des Heiligtums noch abzuwenden. Er wurde dadurch so entkräftet, dass, um seinen Tod zu verhindern, Rabban Jochanan ben Sakkai Kaiser Vespasian darum gebeten habe, er möge einen Arzt schicken, um Zadok zu retten (bGitt. 56 b; Echa Rabbati I., 31).
Zadok erholte sich und gehörte – hochgeehrt – in den folgenden Jahren zur Akademie in Jawne; ihm und mit ihm seinen Brüdern wurden von Gamaliel II. Ehrenplätze zur Rechten des Nassi (Vorsitzenden) eingeräumt (jSanh. I., 4).
Sein Sohn, sein Enkel und Urenkel waren auch Tannaiten; da sein Enkel auch Zadok hieß, sind Traditionen der beiden historisch nicht immer sauber zu trennen; Lehrsätze in den Vätersprüchen (IV., 7) werden teils Hillel, teils Jehuda ben Tabbai 
(Zugot) zugeordnet.

## Rezeption
Bezüglich Zadoks Fasten gibt es ein jiddisches Sprichwort, das lautet: Er seht aus, wi a grojgeress d’rabi Zudojk.